# Topasz
A Topasz (ukránul: Топас) hegy a Kárpátokban, Ukrajna területén. 1548 méteres magasságával az Északkeleti-Kárpátokhoz tartozó Kraszna-havas egyik legmagasabb csúcsa. Közigazgatásilag Kárpátaljához tartozik. A gerincen tőle keletre emelkedik a legmagasabb Rózsa-havas (1564 m), tovább délkeletre pedig a Hropa (1495 m) és a Kelemen-havas (1492 m).
A hegy csúcsán fémszerkezetű adótorony áll. A gerincen jelentős hosszon gázvezeték vezet végig, Németmokra és Égermező között nagyjából északkelet–délnyugati irányban.

## Élővilág, természetvédelem
Alacsonyabb részein barna erdőtalajon bükkösök és lucfenyves-bükkösök dominálnak. 1200–1400 m magasságban a tőzeges talajon hegyi rétek („polonyinák”) jellemzők, helyenként havasi törpefenyő fordul elő. A magasabb hegytetőn leegyszerűsödött szubalpi társulások töredékei vannak jelen.